# Franz Mager
Franz Mager (* 2. Juni 1895; † 26. Februar 1943 in Wien) war ein österreichischer Straßenbahner, der von der NS-Justiz zum Tode verurteilt und enthauptet wurde.

## Leben
Mager war Tischler, Mitglied der Sozialdemokratischen Arbeiterpartei Österreichs, nach 1934 der KPÖ. Er wurde bereits 1935 während des Ständestaats wegen gewerkschaftlicher Aktivitäten verhaftet, dann erneut am 17. März 1941 vom nationalsozialistischen Unrechtsregime. Am 23. November 1942 wurde er vom Volksgerichtshof zum Tode verurteilt. Während 55 Tage, die Mager in Haft verbrachte, wurden 110 seiner Mithäftlinge exekutiert. Die Hinrichtung von Franz Mager erfolgte am 26. Februar 1943 durch das Fallbeil.
Sein Leichnam wurde am Wiener Zentralfriedhof in Gruppe 40 Reihe 30 Grab 10 begraben, 1945 exhumiert und am Friedhof von Leobersdorf beigesetzt.

## Gedenken
Am 24. November 1947 wurde in der Straßenbahnhauptwerkstätte Siebeneichengasse von Vizebürgermeister Karl Honay eine Marmorgedenktafel für die Straßenbahner und Opfer der NS-Justiz  Josef Lengauer und Franz Mager enthüllt.
Sein Name findet sich auch auf der Gedenktafel im ehemaligen Hinrichtungsraum des Wiener Landesgerichts.

## Nachweise
1. ↑  Félix Kreissler: La prise de conscience de la nation autrichienne: 1938, 1945, 1978, Volume 1, Publication Univ Rouen Havre 1980, 376
2. ↑  DÖW, abgerufen am 14. März 2015
3. ↑  Italienischer Blog, abgerufen am 14. März 2015
4. ↑  [mahnruf-2011-05.pdf - Webnode Mahnruf], abgerufen am 14. März 2015
5. ↑  Friedhöfe Wien: Friedhöfe Wien,  abgerufen am 14. März 2015
6. ↑  Weihestätte am Wiener Landesgericht, abgerufen am 14. März 2015
7. ↑  Rathauskorrespondenz (Memento des Originals vom 6. Juli 2015 im Internet Archive)  Info: Der Archivlink wurde automatisch eingesetzt und noch nicht geprüft. Bitte prüfe Original- und Archivlink gemäß Anleitung und entferne dann diesen Hinweis., abgerufen am 14. März 2015
8. ↑  Nachkriegsjustiz, abgerufen am 15. März 2015

| Personendaten    | Personendaten                                                                       |
| ---------------- | ----------------------------------------------------------------------------------- |
| NAME             | Mager, Franz                                                                        |
| KURZBESCHREIBUNG | österreichischer Straßenbahner und Widerstandskämpfer gegen den Nationalsozialismus |
| GEBURTSDATUM     | 2. Juni 1895                                                                        |
| STERBEDATUM      | 26. Februar 1943                                                                    |
| STERBEORT        | Wien                                                                                |